# William Crowther
William Crowther, también conocido como "Willie" o "Will" (1936), es programador de ordenadores y un explorador de cavernas. Es conocido como el cocreador de la Colossal Cave Adventure (Aventura de la Cueva Colosal), un juego de computadora seminal que influenció la primera década del diseño de videojuegos y creó un nuevo género de videojuegos, la aventura conversacional.

## Biografía
A principio de los años 1970, Crowther trabajaba en Bolt, Beranek y Newman (BBN), una empresa pionera de Internet y contratista de la defensa de los Estados Unidos, Beranek y Newman (BBN). Después del divorcio de su esposa Patricia, Crowther comenzó a usar su tiempo libre en desarrollar un simple juego de aventura basado en texto, escrito en FORTRAN para el PDP-10 del BBN. Él lo creó como una diversión para que sus hijas Sandy y Laura pudieran disfrutar cuando vinieran a visitarlo. (Montfort, 2003, pp. 85-87)
En su juego, posteriormente también conocido como Adventure, el jugador se mueve alrededor de un imaginario sistema de cuevas  entrando comandos simples de dos palabras y leyendo el texto describiendo el resultado. Crowther usó su extenso conocimiento de la exploración de cavernas como base para el juego, y hay muchas semejanzas entre las localizaciones en el juego y las de la Mammoth Cave (Cueva del Mamut), particularmente su sección del Bedquilt. (Montfort, 2003, p. 88). En 1975 Crowther lanzó el juego en el temprano sistema ARPANET, del cual BBN era un contratista principal. (Montfort, 2003, p. 89)
En la primavera de 1976, fue contactado por Don Woods, un investigador de Stanford, buscando su permiso para mejorar el juego. Crowther aceptó, y Woods desarrolló varias versiones mejoradas en un PDP-10 del Laboratorio de Inteligencia Artificial de Stanford (SAIL), donde él trabajaba. (Montfort, 2003, p. 89). Durante la siguiente década, el juego ganó popularidad, siendo portado a muchos sistemas operativos, incluyendo la plataforma de computadora personal CP/M.
La estructura básica del juego inventada por Crowther (y basada en parte en el ejemplo del programa de análisis sintáctico de texto de ELIZA) fue mejorado por los diseñadores de juegos de aventura posteriores. Marc Blank y el equipo que creó las aventuras de Zork citan a Adventure como el título que les inspiró a crear su juego. Posteriormente fundaron Infocom y publicaron una serie de populares aventuras de texto.
La localización del juego en la Colossal Cave (Cueva Colosal) no era una coincidencia. Will y su primera esposa, Palm Crowther eran activos y dedicados exploradores de cavernas en los años 1960 y principios de los años 1970 - ambos eran parte de muchas expediciones para conectar los sistemas de cuevas Mammoth y Flint Ridge. Pat desempeñó un papel clave en la expedición del 9 de septiembre de 1972 que finalmente hizo la conexión. (Brucker, 1976, p. 299)
Will también desempeñó un papel importante en el desarrollo de la escalada en Shawangunks, en el estado de Nueva York. Él comenzó a escalar allí en los años 1950 y continúa escalando hoy en día. Él hizo el primer ascenso de varias rutas clásicas incluyendo Arrow, Hawk, Moonlight, y Senté. Algunas de estas rutas chispearon controversia porque los anclajes de protección fueron puestos para hacer rápel; una nueva táctica que Crowther y varios otros comenzaron a usar en ese entonces. La reacción de la comunidad a esta técnica fue una parte importante de la evolución de la ética de la escalada en Shawangunks y más allá.